# Archivo de los Marqueses de Santa Maria de Barberà
El Archivo de los Marqueses de Santa María de Barberà es el archivo patrimonial más importante de Cataluña, situado en el Castillo de los Marqueses de Santa María de Barberá, actualmente es propiedad del excelentísimo señor Ramon de Sarriera y Fernández de Muniaín y su esposa la señora Marcela Bernat Valenzuela, actuales Marqueses de Santa María de Barberà, que llevaron a cabo las obras relevantes en la restauración y habilitación tanto del castillo, así como de los jardines, del mismo archivo, del mobiliario, y de las obras de arte.
Relativo al volumen de documentación histórica y su singularidad, esta se compone de documentos del siglo X, en la Cataluña Condal, iniciando en el año 858, con documentación de diversas casas aristocráticas incorporadas por las vías de la herencia y la política matrimonial. La primera catalogación e informatización de la colección de pergaminos, se hizo bajo la dirección de la Dra. Coral Cuadrada, continuando con la conservación y preservación de los fondos de manuscritos y legajos, realizada gracias a un convenio con la Universidad de Columbia y después con la Universidad de Texas. La tercera fase aún se está llevando a cabo y consiste en la digitalización y descripción archivística, volcando los datos obtenidos a un programa de gestión documental.
Los fondos del archivo conservan unos 11.257 pergaminos, más de 2.000 manuscritos y 457,2 metros lineales de legajos. El AMSMB se creó como tal en el siglo XIX, en el Palau Solterra en Barcelona, y en el siglo XX se trasladaría al Castillo de los Marqueses de Santa María de Barberà, en Vilassar de Dalt (Maresme). Entre sus fondos se pueden contar los de las Baronías de Vilassar, Cervelló y Santa Pau; los de los linajes Llull, Pinós, Sureda-Santmartí, Sarriera, Santcliment, Solterra, Boixadors, Copons, Ivorra, Bobo y Alentorn. En tipología documental, el archivo se compone de colecciones en las cuales se alberga pergaminos, patriciado urbano de Barcelona, planos, mapas y genealogías, y libros impresos. En el fondo Llull se pueden encontrar más de 300 pergaminos, documentación en papel de todo tipo, manuscritos y libros impresos. Además, del testamento otorgado el 26 de abril de 2013 y que se encuentra en el mismo AMSMB por razones de descendencia de los Llull medievales. Este testamento se dio a conocer por Francisco de Bofarull i Sans (director del Archivo de la Corona de Aragón de 1893 a 1991), en su memoria del 15 de enero de 1894, leída en la Academia de Buenas Letras de Barcelona, así como otros documentos relativos a la Escuela luliana de Barcelona (en el siglo XV), que también se conservan en el AMSMB.